# Namesys
Namesys er et firma lokaliseret i USA og Rusland. Firmaet ledes af Hans Reiser. Blandt firmaets produkter kan bl.a. nævnes filsystemet ReiserFS og Reiser4. Firmaet yder support på Linux-systemer.
Det var på tale at firmaet som ejes af Hans Reiser skulle sælges (da han mangler penge til at forsvare sig selv i retten), men dette er endnu ikke sket. Hans Reiser er anklaget for at have dræbt sin kone.